# Patu samoënsis
Patu samoënsis är en spindelart som beskrevs av Marples 1951. Patu samoënsis ingår i släktet Patu och familjen Symphytognathidae.
Artens utbredningsområde är Samoa. Inga underarter finns listade i Catalogue of Life.